# Lista de prêmios e indicações recebidos por Shailene Woodley
A seguir está uma lista não completa de prêmios e indicações recebidos pela atriz americana Shailene Woodley. Ela recebeu diversas indicações, em sua maioria pelo seu trabalho no filme Os Descendentes, onde foi indicada ao Globo de Ouro de Melhor atriz coadjuvante e ao Prémio Critics' Choice.

## Prêmios e Indicações

### Emmy Awards
| Ano  | Categoria                                            | Indicação       | Notas    |
| ---- | ---------------------------------------------------- | --------------- | -------- |
| 2017 | Melhor atriz coadjuvante em mini-série ou tele-filme | Big Little Lies | Pendente |

### Golden Globe Awards
| Ano  | Categoria                             | Indicação       | Notas    |
| ---- | ------------------------------------- | --------------- | -------- |
| 2012 | Melhor atriz coadjuvante              | Descendentes    | Indicado |
| 2018 | Melhor atriz coadjuvante em televisão | Big Little Lies | Indicado |

### Prémio Critics' Choice
| Ano  | Categoria                | Indicação    | Notas    |
| ---- | ------------------------ | ------------ | -------- |
| 2012 | Melhor Atriz Coadjuvante | Descendentes | Indicado |
| 2012 | Melhor Jovem Atriz       | Descendentes | Venceu   |

### Screen Actos Guild
| Ano  | Categoria     | Indicação | Notas    |
| ---- | ------------- | --- | -------- |
| 2012 | Melhor Elenco | Descendentes Dividido com George Clooney, Shailene Woodley, Beau Bridges, Robert Forster, Judy Greer, e Matthew Lillard | Indicado |

### Satellite Awards
| Ano  | Categoria                | Indicação | Notas    |
| ---- | ------------------------ | --- | -------- |
| 2012 | Melhor Atriz Coadjuvante | Descendentes | Indicado |
| 2012 | Melhor Elenco em Cinema  | Descendentes Dividido com George Clooney,Shailene Woodley,Beau Bridges,Robert Forster, Judy Greer, Matthew Lillard | Indicado |

### Independent Spirit Awards
| Ano  | Categoria                | Indicação    | Notas  |
| ---- | ------------------------ | ------------ | ------ |
| 2012 | Melhor Atriz Coadjuvante | Descendentes | Venceu |

### Festival de Cannes
| Ano  | Categoria       | Indicação    | Notas  |
| ---- | --------------- | ------------ | ------ |
| 2012 | Trophée Chopard | Descendentes | Venceu |

### National Board of Review
| Ano  | Categoria                | Indicação    | Notas  |
| ---- | ------------------------ | ------------ | ------ |
| 2012 | Melhor Atriz Coadjuvante | Descendentes | Venceu |

### Framboesa de Ouro
| Ano  | Categoria  | Indicação                      | Notas    |
| ---- | ---------- | ------------------------------ | -------- |
| 2017 | Pior Atriz | A Saga Divergente: Convergente | Indicada |